# Alzatea verticillata
Alzatea verticillata là một loài thực vật có hoa thân gỗ nhỏ, có nguồn gốc ở vùng nhiệt đới Trung và Nam Mỹ. Nó sinh trưởng trong các cánh rừng ẩm ướt dưới chân núi, từ Costa Rica và Panama ở Trung Mỹ đến phía nam tới tận Peru và Bolivia trong vùng nhiệt đới của Nam Mỹ. Nó là loài duy nhất của chi Alzatea cũng như của họ Alzateacae.
Có quan hệ họ hàng gần nhất với Alzatea verticillata là các họ Penaeaceae, Oliniaceae, Rhynchocalycaceae ở miền nam châu Phi.